# Palantir Technologies
Pour les articles homonymes, voir Palantir.
Palantir Technologies est une entreprise de services et d'édition logicielle spécialisée dans l'analyse et la science des données (communément appelé « big data »), sise à Denver dans le Colorado.
L'entreprise développe et commercialise deux logiciels dédiés à la fusion, la visualisation et le travail opérationnel sur les données : Palantir Gotham et Palantir Foundry.
Gotham est d'abord utilisé par la communauté du renseignement des États-Unis (NSA, CIA, FBI, les US Marines, l'US Air force et les Opérations spéciales), ainsi que les services de police de New York et de Los Angeles. Ce logiciel est également utilisé par les services de renseignement d'une douzaine de pays européens, dont la France (direction générale de la Sécurité intérieure (DGSI)).
Palantir s'est diversifiée en lançant Palantir Foundry dans les secteurs de la finance, de l'assurance, de la santé (NHS anglais), des transports et des biens de consommation. Elle met par ailleurs sa technologie à disposition d'ONG comme le Programme alimentaire mondial ou Community Solutions.
L'entreprise Palantir est l'objet de controverses sur l'aide qu'elle apporte à certains gouvernements pour mettre en place une société de surveillance généralisée au-delà des objectifs affichés de lutte contre le terrorisme, la fraude ou autres délits majeurs.

## Historique

### 2003-2009: Fondation et premières années
Officiellement établie en mai 2003, la société Palantir Technologies est considérée généralement comme ayant été fondée en 2004 par Peter Thiel, Alex Karp et Nathan Gettings. Les premiers financements sont constitués par deux millions de dollars versés par le bras financier de la CIA, la société In-Q-Tel, et par trente millions de dollars de la part de Thiel et de son entreprise Founders Fund. Alex Karp est alors le PDG de Palantir. Le nom de la société vient de « palantír », ou « pierre de vision », un objet magique décrit dans les ouvrages de J. R. R. Tolkien Le Seigneur des anneaux et Le Silmarillion.
Pendant trois ans, Palantir développe ses technologies grâce à des informaticiens et des analystes en provenance d'agences de renseignement, via des projets pilotes facilités par In-Q-Tel. Le concept logiciel est développé à partir de la technologie développée chez PayPal pour détecter les activités frauduleuses dont une grande partie est l’œuvre de groupes criminels organisés russes (Peter Thiel est cofondateur de PayPal). La société affirme que des ordinateurs seuls, même en utilisant une intelligence artificielle, ne peuvent pas vaincre un adversaire sachant s'adapter. Palantir propose aussi d'employer des analystes humains pour explorer les données de nombreuses sources ; ce qu'elle nomme l'« intelligence amplifiée ».

### 2010: Les réseaux GhostNet et Shadow
Un organisme canadien de recherche sur l'émergence du cyberespace, l'Information Warfare Monitor, utilise le logiciel offert par Palantir pour démasquer les réseaux GhostNet et Shadow Network. Le réseau GhostNet est un réseau d'espionnage basé en Chine qui ciblait plus d'un millier d'ordinateurs situés dans une centaine de pays, parmi lesquels ceux du bureau du Dalai Lama, de l'OTAN et d'ambassades. Le réseau Shadow est une opération d'espionnage basée aussi en Chine, qui a infiltré l'appareil de sécurité et de défense de l'Inde. Les cyber-espions ont volé des documents relatifs à la sécurité de l'Inde, à ses ambassades à l'étranger, et aux activités des troupes de l'OTAN en Afghanistan.

### 2010–2012: Croissance
En avril 2010, Palantir Technologies conclut un accord exclusif avec Thomson Reuters pour commercialiser son logiciel d’analyse financière Palantir Metropolis sous le nom de QA Studio, destiné aux analystes quantitatifs du secteur financier. Cette plateforme permet notamment de construire des portefeuilles modèles, de tester des stratégies d’alpha et de collaborer entre utilisateurs.
Le 18 juin 2010, le vice-président des États-Unis Joe Biden et le directeur du Bureau de la gestion et du budget Peter Orszag tiennent une conférence de presse à la Maison-Blanche pour annoncer les résultats positifs de la lutte contre la fraude dans le cadre du Recovery Accountability and Transparency Board (en) (RATB). Biden attribue ce succès à l’utilisation du logiciel Palantir par les agences fédérales, et annonce son déploiement dans d’autres institutions, notamment Medicare et Medicaid.
En 2011, le chiffre d’affaires de Palantir est estimé à environ 250 millions de dollars,.

### 2013: Renseignement intérieur et militaire
La fuite d'un document vers le site TechCrunch révèle qu'à partir de 2013 les clients de Palantir comprenaient au moins douze groupes au sein de l’administration fédérale, dont la CIA , le DHS, la NSA, le FBI, les US Marines, l’Air force, les Opérations spéciales, West Point, le Joint IED-defeat organization and Allies, le Recovery Accountability and Transparency Board et le National Center for Missing and Exploited Children (centre national pour les enfants disparus et exploités).

### 2014-2015: levées de fonds
En décembre 2014, Forbes rapporte que Palantir cherche à lever 400 millions de dollars de fonds supplémentaires, après avoir accompli un mois plus tôt les démarches administratives auprès de la SEC, l'autorité de contrôle des marchés financiers américains. L'information se base sur une recherche faite par VC Experts. Si la levée se réalise, Forbes affirme que le financement de Palantir pourrait atteindre 1,2 milliard de dollars. En décembre 2014, la société a toujours plusieurs financeurs privés, les milliardaires Kenneth Langone (en) et Stanley Druckenmiller, In-Q-Tel de la CIA, Tiger Global Management et Founders Fund, une société de capital-risque dirigée par Peter Thiel, le président de Palantir. Au mois de décembre 2014, Peter Thiel, cofondateur de PayPal et investisseur précoce de Facebook, est le plus gros actionnaire de Palantir.
En novembre 2014, la valeur de l'entreprise est estimée à 15 milliards de dollars, ce qui la place en troisième position des start-up les plus valorisées au monde, après Uber et devant Airbnb, Snapchat ou SpaceX. Elle fait partie des 37 start-up valorisées à plus d'un milliard de dollars.
En juin 2015, le site BuzzFeed rapporte que la société a levé jusqu'à 500 millions de dollars de capital supplémentaire, portant sa valorisation à vingt milliards de dollars.

### Années 2020
En septembre 2020, Palantir annonce son introduction partielle en bourse, évaluant sa capitalisation à 20.6 milliards de dollars,.
De 2020 à 2025 le groupe connait une croissance financière significative, tirée jusqu'en 2024 au moins par des commandes publiques et par à l’essor du secteur du renseignement, son chiffre d’affaires déclaré passant de 1,1 milliard USD à près de 3,9 milliards USD en 2025, pour un bénéfice net estimé à 859,9 millions USD en 2025. Il atteint la rentabilité dès 2023. Son flux de trésorerie libre a dépassé 1,5 milliard USD et son action a atteint à 144,25 USD en juin 2025 (+ 950 % depuis son IPO),,. Palantir a toutefois des défis à relever, dont une forte dépendance aux contrats gouvernementaux et une croissance dans le secteur commercial moins rapide que prévue en 2024, « soulignant sa vulnérabilité face aux fluctuations des dépenses gouvernementales ». 

## Localisation
Le siège social de Palantir Technologies est situé à Denver dans le Colorado. Jusqu'en 2020, le siège de Palantir était situé à Palo Alto en Californie, à proximité de l'université Stanford, dont les fondateurs et une grande partie des employés sont issus.
La société dispose également de bureaux en Amérique du Nord (Los Angeles, New York, Ottawa, Seattle et Washington D.C.), en Europe (Copenhague, Londres, Munich, Oslo, Paris, Stockholm et Zurich), en Océanie (Canberra et Sydney), en Asie (Tokyo) et au Moyen-Orient (Abu Dhabi et Tel Aviv).

## Logiciels
La société Palantir vend des licences aux entreprises et aux agences gouvernementales (excluant la Chine) de deux logiciels principaux soit : Palantir Gotham ou Palantir Foundry. D'autres logiciels développés par Palantir sont basés sur ces deux logiciels principaux.

### Palantir Gotham
Gotham est un logiciel de données massives permettant de collecter des données de diverses sources (courriels, fichiers textes, images, etc.). Le logiciel Gotham sert surtout au secteur gouvernemental pour la défense et l'armée.
Le logiciel permet de donner un sens aux données en créant des liens et des relations entre les différents données sous forme d'objets[pas clair]. Le logiciel a aussi sa propre politique de gestion des accès pour limiter l'accès aux informations sensibles qu'aux personnes autorisées.
En 2009, la police de Los Angeles (Los Angeles Police Department) utilise Gotham dans le cadre de l'opération Laser consistant à identifier et décourager les personnes qui pourraient potentiellement commettre des crimes. Les rapports de police, les interrogatoires et autres sources sont utilisés comme données dans Gotham. Selon Craig Uchida, de la firme de consultation Justice & Security Strategies Inc qui a développé le système Laser, Gotham génère une liste de personnes à surveiller par la police de Los Angeles. Les policiers essayent d'arrêter les suspects pour des motifs mineurs comme la traversée illégale d'un rue lors d'un feu rouge. Après chaque contact avec de potentiels criminels, les policiers remplissent des formulaires d'incidents afin de collecter des données sur les noms, adresses, les véhicules et la description physique de ceux-ci. Ces informations sont ensuite ajoutées aux bases de données de la police, alimentant le logiciel de Palantir. La police de Los Angeles avait aussi l'intention d'acheter des données et des informations provenant des médias sociaux, des informations sur les péages routiers, des flux vidéo des caméras des hôpitaux, des stationnements et des universités, ainsi que des informations sur les livraisons des pizzerias Papa John et Pizza Hut.
En septembre 2018, lors de l'ouragan Florence en Caroline du Sud aux États-Unis, Team Rubicon, une organisation d'anciens militaires bénévoles, utilise le module Opération du logiciel Gotham pour organiser la logistique de l'aide humanitaire après la catastrophe. Cette opération largement plébiscitée était destinée à créer une image positive de la compagnie alors sous les critiques, notamment pour son manque de transparence et sa collaboration suspectée avec des états connus pour commettre des exactions .
En mars 2019, le ministère de la Défense nationale du Canada et les Forces armées canadiennes payent 997 434 $ à Palantir pour obtenir une licence de son logiciel Gotham.

### Palantir Foundry
Foundry est le logiciel qui succède à Metropolis. Comparé à Metropolis, le logiciel Foundry demande moins de réglages et moins d'ingénieurs afin de le faire fonctionner. Le logiciel Foundry est commercialisé à des organismes à but lucratif et des compagnies privées pour optimiser leurs opérations, ainsi qu'à d'autres fins commerciales.
En 2019, le logiciel Foundry est utilisé par les compagnies Morgan Stanley, Merck et Fiat Chrysler Automobiles.
En juin 2021, le logiciel Foundry est utilisé par la Scuderia Ferrari, la branche de compétition automobile de la compagnie Ferrari,.

### Skywise
Skywise est la plateforme de données & d'analytiques dédiée à l'écosystème mondial de l'industrie aéronautique créée et gérée par Airbus en partenariat avec Palantir. Cette plateforme collaborative permet la mise en œuvre d'applications industrielles au sein d'Airbus, tels que des outils d'aide à la décision pour supporter l'augmentation des cadences de fabrication des avions A350 et pour améliorer la chaîne d'approvisionnement. Elle permet aussi de développer des solutions digitales pour les compagnies aériennes telles que "S. Predictive Maintenance" ou "S. Health Monitoring". Skywise exploite notamment la solution Palantir Foundry.

### Palantir Apollo
Palantir Apollo est un système de livraison continue qui gère et déploie Palantir Gotham et Palantir Foundry. Palantir Apollo vise à répondre au besoin des clients qui utilisent plusieurs plateformes de cloud public et privé dans le cadre de leurs infrastructures. Apollo coordonne les mises à jour des configurations et des logiciels des plateformes Foundry et Gotham à l'aide d'une architecture de microservices. Ce produit permet à Palantir de fournir des logiciels en tant que service (SaaS).

### Skykit
Skykit permet d'analyser par de l'intelligence artificielle les images prises par des drones pour y détecter des combattants. L'outil est livré sous la forme d'une valise et doit communiquer avec des satellites pour un résultat en moins de deux heures. Skykit est utilisé par l'Ukraine lors de l'invasion de l'Ukraine par la Russie en 2022.

## Activité de lobbying

### Aux États-Unis
Selon le Center for Responsive Politics, les dépenses de lobbying de Palantir aux États-Unis s'élèvent en 2019 à 1 430 000 dollars.

### Auprès des institutions de l'Union européenne
Palantir est inscrit depuis 2019 au registre de transparence des représentants d'intérêts auprès de la Commission européenne, et déclare en 2018 pour cette activité des dépenses annuelles d'un montant compris entre 10 000 et 25 000 euros.

## Palantir en France
Palantir Technologies se représente comme en guerre technologique contre les criminels et les terroristes. En France, le retentissement des attentats de janvier et de novembre 2015 entraîne la recherche d'outils de "sécurité" permettant la prévention de ces actes. Á l’inverse des États-Unis, en France, en 2015, il n’existe pas de société spécialisée dans l'analyse de grands volumes de données pour extraire des informations exploitables et encore moins connectée aux instances étatiques pour les aider dans leurs besoins. Sur ce terreau Palantir vise à s'y implanter durablement,.

### Contrat avec la DGSI
À l'été 2016, un contrat de 10 millions d'euros a été conclu avec la Direction générale de la Sécurité intérieure, le service de renseignement intérieur et de Police judiciaire du ministère de l'Intérieur français. Compte tenu des enjeux de souveraineté posés par l'achat d'un système de ce type à une entreprise américaine, cette solution serait temporaire. Plusieurs autres entreprises avaient répondu à l'appel d'offres, classifié, mais ont été écartées, à l'image, notamment, de Thales.
Des formateurs sont en train d’être recrutés et déployés au siège de la DGSI, à Levallois, tandis qu’un expert venu de la direction générale de la Sécurité extérieure (DGSE), le service de renseignement extérieur français, est chargé « d'auditer le nouveau système pour débusquer la moindre porte dérobée ».
En novembre 2019, la DGSI confirme le renouvellement du contrat de Palantir dans l'attente d'une solution française développée éventuellement par Thales, Sopra Steria ou Dassault Systèmes.

### Marché commercial
En 2023, La France est le 3ème marché mondial pour Palantir, derrière les Etats-Unis et la Grande Bretagne. L'entreprise compte parmi ses clients français Airbus, Forvia et Stellantis.

### Redressement fiscal
En avril 2024, Palantir Technologies (qui vend des logiciels utilisés pour détecter les fraudes) fait lui-même l’objet d’un redressement fiscal de 2,4 millions d’euros par l’administration française. Le fisc français lui reproche des prix de transfert considérés comme sous-évalués entre la filiale française de l’entreprise et sa maison-mère américaine ;  les prestations de services facturées par la branche française auraient appliqué des marges jugées trop faibles, entraînant une sous-déclaration des bénéfices réalisés localement. Cette pratique, assimilée à une optimisation fiscale agressive, est régulièrement ciblée par la direction générale des Finances publiques (DGFiP) dans sa lutte contre les transferts artificiels de profits vers des paradis fiscaux ou juridictions à fiscalité réduite.

## Sociétés d'acquisition à vocation spécifique
En 2021, l'entreprise Palantir finance deux douzaines de sociétés d'acquisition à vocation spécifique (SPAC en anglais). Palantir investit 405,5 millions de dollars dans ces entreprises qui incluent : Sarcos Robotics, l'entreprise de biotechnologie Celularity, la pharmaceutique Roivant Sciences.
Le 1er mai 2021, Palantir annonce qu'elle investit 30 millions de dollars dans la pharmaceutique Roivant Sciences.
Le 5 mai 2021, Palantir annonce qu'elle investit 20 millions de dollars dans la pharmaceutique Celularity.
Elle investit aussi 21 millions de dollars dans la compagnie Sarcos Robotics.
Elle finance aussi d'autres entreprises par le biais de SPAC comme Lilium, Wejo, Babylon, Faraday Future, BlackSky, Pear Therapeutics, Boxed, Fast Radius, Tritium, AdTheorent, Bird Global, Embrak Trucks, Rigetti Computing et Energy Vault.
Le 3 mars 2021, FinAccel n'est plus financé par Palantir via SPAC.

## Actionnariat et gouvernance
Les actionnaires principaux sont Alex Karp, Stephen Cohen, Shyam Sankar, David Glazer et Ryan Taylor, des dirigeants comme Jeffrey Buckley, William Ho et Matthew Long, ainsi que les membres du conseil d'administration,. Le conseil d'administration est composé d'Alexander Moore, Spencer Rascoff, Alexandra Schiff, Lauren Friedman Stat et Peter Thiel[réf. nécessaire].
Depuis sa fondation, le conseil d’administration associe des figures influentes de la tech, du monde du capital-risque et de la politique. En 2025, il comprend notamment Peter Thiel, cofondateur et président du conseil depuis 2003. Les autres membres incluent Alexander Moore, Alexandra Schiff, Lauren Friedman Stat, Stephen Cohen (cofondateur et directeur technique), Alexander Karp (cofondateur et PDG), ainsi que Eric Woersching, représentant de Founders Fund. Spencer Rascoff en a été membre deux ans (2020 et 2022), mais il n'y siège plus (depuis juin 2022).

## Types d'actions
Les actions de l'entreprise Palantir sont de trois types : les actions de classe A, les actions de classe B, et les actions de classe F.

## Valorisation
En 2025, la valorisation de Palantir Technologies suscite de nombreuses interrogations, car jugée excessivement haute par les analystes financiers. L’action de l’entreprise se négocie à environ 112 fois les revenus estimés pour l’année et à plus de 580 fois les bénéfices prévus, ce qui dépasse largement les standards du secteur technologique. Cette décorrélation entre valorisation et performance réelle  (ex. : Palantir affiche une croissance de chiffre d’affaires de 39 %, mais son action a bondi de plus de 700 % depuis début 2024) suggère un mouvement spéculatif du marché, qui fait le pari  d'une croissance future exceptionnelle ; si Palantir ne parvient pas à « croître dans sa valorisation », c’est-à-dire à générer suffisamment de revenus pour justifier son prix actuel, l’action pourrait subir une correction brutale.

## Controverses
Dès 2016, la NSA utilise les logiciels de Palantir pour faciliter l'utilisation de XKeyScore (logiciel de surveillance gouvernementale).
Le Government Communications Headquarters britannique utilise Palantir dans le cadre du projet Lovely Horse afin de collecter des données dans le domaine public comme des tweets, des informations sur des blogs et des articles de nouvelles.
Les élus démocrates au Congrès américain Alexandria Ocasio-Cortez et Jesus Garcia demandent une enquête au gendarme de la Bourse, estimant que trop d’informations manquent pour permettre l’entrée de Palantir au NASDAQ : le montant et la nature des contrats avec le gouvernement américain, la part que détient la CIA ou la responsabilité de l’entreprise dans des violations des droits humains. Alexandria Ocasio-Cortez évoque notamment la traque de migrants à la frontière mexicaine, ainsi que les contrats liant Palantir à des gouvernements « connus pour se livrer à des pratiques de corruption et des violations des droits de l’homme », comme le Qatar.
Entre 2017 et 2024, Palantir Technologies est vivement critiquée pour ses contrats avec l’agence américaine United States Immigration and Customs Enforcement (ICE), notamment via les systèmes FALCON et ICM, utilisés pour identifier et expulser des migrants, parfois en séparant des familles. Amnesty International dénonce un manque de respect des droits humains et estime que Palantir pourrait être complice de violations graves. Peter Thiel, cofondateur de Palantir qui a soutenu publiquement Donald Trump dès 2016, est lui-même controversé(ouvertement misogyne et libertarien et investit dans des projets transhumanistes),,. Cette proximité politique, combinée à la nature des activités de Palantir, a nourri une image d’entreprise liée au complexe sécuritaire américain, encore renforcée par le fait qu'en juin 2025 Palantir a été l’un des sponsors officiels du défilé militaire organisé à Washington pour le 79e anniversaire de Donald Trump et le 250e anniversaire de l’armée américaine, orchestré par la fondation America250 (en).
En 2025, le New York Times, Wired et CNN font parts de projets gouvernementaux américains confidentiels pour créer, grâce à Palantir, une base centrale  sur les citoyens américains, à l'aide du logiciel Foundry, combinant les données issues de différentes agences fédérales. L'ONG Center for Democracy & Technology s'alarme : « Si le Gouvernement obtient une visibilité totale dans les vies de toutes les personnes aux États-Unis, qui sait comment il utilisera ces informations au-delà des objectifs affichés de lutte contre la fraude et le gaspillage ». Des sénateurs américains démocrates dénoncent « un cauchemar de surveillance ». Ces pratiques ne sont pas autorisées par la législation des États-Unis.  Palantir rejette ces accusations,,.

#### Controverses en Allemagne
Gotham, logiciel d'analyse de données et de surveillance déjà utilisé par les agences gouvernementales et les services de renseignement au Royaume-Uni, au Canada et en Australie, est acheté en 2017 pour la première fois en Allemagne par le ministère de l'Intérieur du Land de Hesse, mais en 2018 la transaction suscite l'opposition du Parlement du Land de Hesse, qui critique la procédure d'attribution du contrat, mais ne peut empêcher l'achat. Deux États fédéraux allemands suivent l'exemple de la Hesse (avec le logiciel Gotham rebaptisé HessenData), soit la Bavière dès 2024 (avec le logiciel Gotham rebaptisé VeRA) et la Rhénanie-du-Nord-Westphalie, et prochainement le Bade-Wurtemberg — les lands les plus riches et les plus peuplés d'Allemagne — qui dès lors utilisent ce logiciel de surveillance dans leur espace public. 
L'association allemande Gesellschaft für Freiheitsrechte (GFF, en français : « Société pour les droits civiques »), qui s'oppose fondamentalement à l'utilisation de programmes comme ceux de Palantir, dépose en 2025 une plainte constitutionnelle contre l'analyse de données à grande échelle en Bavière : « Toute personne qui porte plainte, est victime d'un délit, ou se trouve simplement au mauvais endroit au mauvais moment, peut attirer l'attention de la police grâce à ce logiciel », déclare Franziska Görlitz, avocate de la GFF. Selon la GFF, une telle analyse illimitée des données porte atteinte au droit fondamental à l'autodétermination informationnelle et à la confidentialité des télécommunications, garantis par la Constitution allemande. Quiconque apparaît dans les recherches de la police via ce qu'on appelle « l'exploration de données » n'en sait rien. Or, selon la loi en vigueur, la police bavaroise peut utiliser le logiciel de Palantir même en l'absence de danger. Ce faisant, les autorités bavaroises ignorent les normes applicables dans la Hesse voisine, à la suite d'une plainte constitutionnelle déposée avec succès par la GFF en 2023.[pas clair] La Cour constitutionnelle fédérale d'Allemagne n'a pas encore statué sur une plainte similaire contre le Land de Rhénanie-du-Nord-Westphalie.
En juillet 2025, le ministre allemand de l'Intérieur, Alexander Dobrindt (CSU), deux mois après sa prise de fonction, dit examiner l'utilisation de cette technologie controversée, mais refuse d'exclure l'achat du logiciel de Palantir pour l'Office fédéral de police criminelle et pour la Police fédérale, rompant ainsi avec la ligne de sa prédécesseure, Nancy Faeser (SPD), qui a rejeté l'utilisation de ces programmes en 2023. La plainte constitutionnelle déposée en 2025 par la GFF contre l'utilisation du logiciel de Palantir semble bénéficier néanmoins d'un large soutien public et sur une plateforme de pétition en ligne allemande, un appel aux responsables politiques pour qu'ils cessent l'utilisation du logiciel en Allemagne a été signé par plus de 264 000 personnes en une semaine, au 30 juillet 2025.
L'organisation européenne de hackers Chaos Computer Club critique l'usage de ces logiciels « opaques » et soutient la plainte constitutionnelle de la GFF contre la Bavière. Sa porte-parole, Constanze Kurz (de), évoque une « enquête de ratissage Palantir », dans laquelle la police créerait des liens à partir de données stockées séparément, à des fins très différentes de celles initialement prévues.